# Kurowo (powiat grodziski)
Kurowo – wieś w Polsce położona w województwie wielkopolskim, w powiecie grodziskim, w gminie Grodzisk Wielkopolski.

## Historia
Wieś ma metrykę średniowieczną i pierwotnie związana była z Wielkopolską. Istnieje co najmniej od końca XIII wieku. Wymieniona została w 1298 w łacińskim dokumencie pod obecną nazwą Kurovo.
Miejscowość była wsią szlachecką leżącą w dobrach Grodzisk i należącą do lokalnej szlachty wielkopolskiej z rodu Dokowskich, Grąbiewskich, Strzeleckich. W 1434 należała do powiatu kościańskiego Korony Królestwa Polskiego w  parafii Grodzisk Wielkopolski.
Pierwsza zachowana wzmianka o wsi z 1298 mówi o tym, że biskup poznański Andrzej Zaremba Andrzej odwołał zamianę, której dokonał jego poprzednik biskup Jan Gerbicz z komesem oraz sędzią poznańskim Gniewomirem. Wieś Gniewomira zwana Kurowo miała powrócić do niego, a wieś biskupia Wytomyśl z powrotem do biskupstwa poznańskiego.
W 1396 odnotowano w aktach sądowych Halkę, która ze swoimi dziećmi toczyła proces ze Zbygniewem o dziedzinę zwaną Kurowo. W 1400 Zbigniew z Kurowa, toczył proces z Hejdanem ze Strzelec koło Grodziska Wielkopolskiego o podział wsi, ponieważ Hejdan posiadał "więcej, aniżeli mu się należy". W 1428 Nikiel Treplin z Grąbiewa wywołał dokument przeniesienia na siebie własności dziedzin Grąbiewo oraz połowy Kurowa w zamian za 700 grzywien szer. groszy, a nikt nie zgłosił roszczeń z tytułu prawa bliższości. W 1435 zapisał on swojej żonie Katarzynie po 100 grzywien posagu oraz wiana na Kurowie. W 1435 Nikiel sprzedał Grąbiewo oraz połowę Kurowa braciom Wojciechowi i Andrzejowi z Dokowa Mokrego za 700 grzywien. W 1443 Andrzej Gryżyński z Opalenicy zobowiązał się bronić dziedzin Grąbiewo i Kurowo od roszczeń kupców, gdyby pozywali szlachcica Treplina o 600 grzywien, od roszczeń z tytułu listu wiennego żony Treplina oraz od roszczeń tych wszystkich, którzy ich pozywają o Kurowo.
W 1448 Andrzej Grąbiewski z Grąbiewa zapisał żonie Wiączce po 100 grzywien posagu oraz wiana na 1/4 wsi Grąbiewo oraz 1/4 Kurowa. W 1448 wraz z bratankami Wincentym oraz Florianem wystąpił przy rozgraniczeniu dziedzin Grąbiewo i Kurowo, a w 1465 sprzedał Mikołajowi Dokowskiemu połowę wsi Kurowo za 150 grzywien. W 1462 Mikołaj Dokowski z Dokowa Suchego od Floriana z Grąbiewa oraz jego bratanic Anny i Doroty, córek zmarłego Wincentego z Grąbiewa, dziedziców niedzielnych, zakupił połowę wsi Grąbiewo i Kurowo za 400 grzywien szer. półgroszy. W 1495 Marcin Grabisz ze Strzelec za 500 złotych węgierskich sprzedał Wincentemu Grąbiewskiemu dziedzinę Strzelce wraz z częścią dziedziny Kurowo przynależną do Strzelec.
W 1525 nastąpił podział dóbr pomiędzy braćmi Grąbiewskimi. Mikołaj Grąbiewski otrzymał wieś Strzelce, półtora folwarku w opuszczonej wówczas wsi Kurowo wraz z lasem, który rozciągał się od granic dziedziny Snowidowo aż do miejsca zwanego Łowisko leżącego w stronę Ostrowa Kurowskiego, a także wszystkie łąki zwane Kurowskie, z tym zastrzeżeniem, aby nie zatrzymywał wody w stawie na szkodę swojego brata Jana. Jan Grąbiewski natomiast otrzymuje połowę wsi Grąbiewo wraz z dworem, połową folwarku grąbiewskiego, 4,5 folwarków zwanych Kurowskie wraz z zapustem, który ciągnął się od granic dziedziny Zimna Woda aż do Łowiska oraz wszystkie łąki grąblewskie.
W 1529 Jan Grąbiewski na połowie swoich części we wsi osiadłej Grąbiewo oraz we wsi opuszczonej Kurowo zapisał po 70 grzywien posagu oraz wiana swojej żonie Annie córce Bernarda Pieskowskiego. W 1572 Jan Strzelecki na wsi osiadłej Strzelce oraz na opustoszałym Kurowie zapisał po 3100 złotych polskich posagu oraz wiana swojej żonie Małgorzacie. W 1583 Jan Strzelecki, dziedzic w Strzelcach, pozwany został przez Jana Grąbiewskiego o to, "że przyrzekł mu uwolnić wieś opuszczoną Kurowo od ciężaru wykorzystywania przezeń pastwisk płonych w Kurowie, czego nie dotrzymał oraz o to, że wraz ze swoimi poddanymi wyrąbał i wywiózł z gruntów powoda w Kurowie, w pobliżu granicy z Urbanowem, dużą ilość drzew oraz chróstów".
W wyniku II rozbioru Rzeczypospolitej w 1793, miejscowość przeszła w posiadanie Prus i jak cała Wielkopolska znalazła się w zaborze pruskim. W okresie Wielkiego Księstwa Poznańskiego (1815-1848) Kurowo należało do wsi większych w ówczesnym powiecie bukowskim, który dzielił się na cztery okręgi (bukowski, grodziski, lutomyślski oraz lwowkowski). Kurowo należało do okręgu grodziskiego i stanowiło część majątku Granówko, którego właścicielem był wówczas Nieżuchowski. Według spisu urzędowego z 1837 roku wieś liczyła 109 mieszkańców i 15 dymów (domostw).
W latach 1975–1998 miejscowość należała administracyjnie do województwa poznańskiego.